# Yourself or Someone Like You
Yourself or Someone Like You è il primo album del gruppo statunitense Matchbox Twenty, pubblicato nel 1996 dall'etichetta Atlantic Records.
L'album ha ottenuto un enorme successo commerciale negli Stati Uniti d'America, dove è stato certificato disco di diamante, e in Australia, dove ha ottenuto ben nove dischi di platino. Nonostante un riscontro decisamente inferiore in Europa, a livello mondiale l'album ha venduto oltre quindici milioni di copie.

## Tracce
1. Real World – 3:50 (Rob Thomas)
2. Long Day – 3:45 (Rob Thomas)
3. 3 A.M. – 3:46 (Rob Thomas, Johnny Goff, Jay Stanley, Brian Yale)
4. Push – 3:59 (Rob Thomas, Matt Serletic)
5. Girl Like That – 3:45 (Rob Thomas)
6. Back 2 Good – 5:40 (Rob Thomas, Matt Serletic)
7. Damn – 3:20 (Rob Thomas)
8. Argue – 2:58 (Rob Thomas)
9. Kody – 4:03 (Rob Thomas)
10. Busted – 4:15 (Rob Thomas)
11. Shame – 3:35 (Rob Thomas)
12. Hang – 3:47 (Rob Thomas)

Traccia bonus inclusa nell'edizione giapponese
1. Tired – 3:57 (Rob Thomas, Johnny Goff, Jay Stanley, Brian Yale)

## Classifiche

### Classifiche internazionali
| Classifica (1996-1998) | Posizione massima |
| ---------------------- | ----------------- |
| Australia              | 1                 |
| Canada                 | 11                |
| Irlanda                | 38                |
| Nuova Zelanda          | 3                 |
| Paesi Bassi            | 50                |
| Regno Unito            | 50                |
| Svizzera               | 46                |
| Stati Uniti d'America  | 5                 |

### Classifiche di fine anno
| Anno | Paese                 | Posizione |
| ---- | --------------------- | --------- |
| 1997 | Australia             | 40        |
| 1997 | Stati Uniti d'America | 21        |
| 1998 | Australia             | 1         |
| 1998 | Stati Uniti d'America | 7         |
| 1999 | Australia             | 54        |
| 1999 | Stati Uniti d'America | 70        |

### Classifiche di fine decennio
| Decennio  | Paese                 | Posizione |
| --------- | --------------------- | --------- |
| 1990-1999 | Stati Uniti d'America | 28        |